# Cassidibracon malabaricus
Cassidibracon malabaricus är en stekelart som beskrevs av T.C. Narendran 1994. Cassidibracon malabaricus ingår i släktet Cassidibracon och familjen bracksteklar. Inga underarter finns listade.